# Deconica montana
Deconica montana (Pers.) P. D. Orton, 1960 è un fungo della famiglia delle Strophariaceae.  Poiché non contiene derivati allucinogeni della triptamina come la psilocybina o la psilocina, non macchia di blu se maneggiato, diversamente dagli altri funghi allucinogeni di questo genere. Solitamente cresce nelle aree muschiose, spesso in regioni montane. L'aspetto è quello del "piccolo fungo marrone" — con un cappello piccolo, marrone e un gambo dritto e sottile. Può crescere separatamente o in gruppo con gli altri.

## Descrizione
Il cappello ha un diametro di 0.5–1.5 cm, inizialmente di forma convessa ma che tende ad appiattirsi nel tempo, con un marcato umbone. Il cappello è umido, glabro, igrofano, ed ha striature radiali verso il centro; il colore varia dal marrone al marrone scuro. La sporata è grigio scuro-marrone.

## Distribuzione e habitat
La D. montana è un saprofita, eventualmente anche parassita. È spesso associato a tipi di muschio come Brachythecium albicans, B. mutabulum, Campylopus introflexus,  Ceratodon purpureus,  Dicranum scoparium, Eurhynchium hians, E. praelongum, E. speciosum e Rhacomitrium canescens. Comunemente si trova nei luoghi esposti alla luce come prati, zone calde e senz'alberi della tundra, e nelle foreste di pino aperte, solitamente su terreni poveri di nutrienti e ben drenati.
La specie è diffusa in tutto il mondo e sono stati riportati esemplari da zone con temperature molto diverse tra cui:
- Gran Bretagna (Thetford Forest)[8]
- California, USACalifornia Fungi: Psilocybe
- i Caraibi[9]
- Cina (sulle montagne occidentali di kunlun)[10]
- Colombia (altopiano di Guasca)[11]
- Groenlandia[12]
- Messico[13]
- Nepal[14]
- Norvegia[15]
- nella tundra alpina[16] come nelle regioni subalpine della Svizzera[17]
- Nella regione dell'ex URSS[18]
- nelle ande venezuelane[19][20]
- nel muschio a grandi altitudini in Idaho e Montana[21]
- nella tundra artica.[22]

Sono anche stati riportati esemplari da Chemnitz, Germania, su tetti a terrazza coperti di vegetazione.

## Tassonomia

### Sinonimi e binomi obsoleti
- Agaricus montanus Pers., Observ. mycol. (Lipsiae) 1: 9 (1796)
- Psilocybe montana (Pers.) P. Kumm., Führ. Pilzk. (Zerbst): 71 (1871)
- Psilocybe atrorufa sensu auct.; fide Checklist of Basidiomycota of Great Britain and Ireland (2005)
- Deconica atrorufa sensu auct.; fide Checklist of Basidiomycota of Great Britain and Ireland (2005)
- Agaricus atrorufus Schaeff., Fung. bavar. palat. nasc. (Ratisbonae) 4: 58 (1774)
- Agaricus montanus ß atrorufus (Schaeff.) Fr., Syst. mycol. (Lundae) 1: 293 (1821)
- Agaricus montanus var. atrorufus (Schaeff.) Fr., Syst. mycol. (Lundae) 1: 293 (1821)
- Psilocybe atrorufa (Schaeff.) Quél., Mém. Soc. Émul. Montbéliard, Sér. 2 5: 117 (1872)
- Deconica atrorufa (Schaeff.) P. Karst., Bidr. Känn. Finl. Nat. Folk 32: 517 (1879)
- Geophila atrorufa (Schaeff.) Quél., Enchir. fung. (Paris): 114 (1886)
- Agaricus physaloides Bull., Herb. Fr. (Paris) 8: tab. 366 (1788)
- Psilocybe physaloides (Bull.) Quél., Mém. Soc. Émul. Montbéliard, Sér. 2 5: 256 [238 repr.] (1872)
- Deconica physaloides (Bull.) P. Karst., Bidr. Känn. Finl. Nat. Folk 32: 516 (1879)
- Geophila physaloides (Bull.) Quél., Enchir. fung. (Paris): 114 (1886)
- Agaricus montanus var. coriarius Alb. & Schwein., Consp. fung. (Leipzig): 207 (1805)
- Agaricus montanus var. coriarius Fr., Observ. mycol. (Havniae) 1: 53 (1815)
- Agaricus montanus var. xylarius Fr., Observ. mycol. (Havniae) 1: 53 (1815)
- Agaricus montanus var. campanulatus Lasch, Linnaea 3: 423 (1828)
- Agaricus ochreatus Berk. & Broome, J. Linn. Soc., Bot. 11(no. 56): 555 (1871)
- Psathyra ocreata Sacc., Syll. fung. (Abellini) 5: 1064 (1887)
- Pilosace ocreatus (Sacc.) Kuntze, Revis. gen. pl. (Leipzig) 3(3): 504 (1898)
- Psilocybe ochreata (Sacc.) E. Horak, in Guzmán, Beih. Nova Hedwigia 74: 138 (1983)
- Psilocybe physaloides var. substerilis J.E. Lange, Dansk bot. Ark. 9(no. 1): 28 (1936)
- Psilocybe montana f. plana Arnolds, Biblthca Mycol. 90: 446 (1982)
- Psilocybe montana var. macrospora Noordel. & Verduin, Persoonia 17(2): 256 (1999)
- Deconica montana var. macrospora (Noordel. & Verduin) Noordel., Öst. Z. Pilzk. 18: 198 (2009)